# Þökk

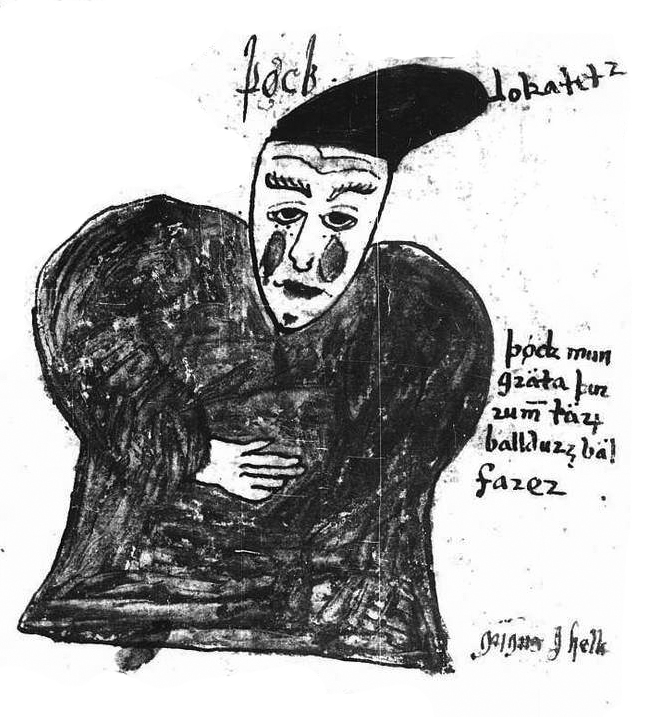
Þökk dans un dessin du AM 738 4to, manuscrit islandais du XVIIe siècle

Þökk ou Thökk ou encore Thokk (remerciement en vieux norrois) est une géante de la mythologie nordique, sans doute le dieu Loki déguisé, qui refuse de pleurer la mort du dieu Baldr, ce qui contraint ce dernier à rester dans le monde des morts Hel. Cet épisode est raconté dans le chapitre 49 du Gylfaginning de l'Edda de Snorri.

## Précisions
Le dieu Baldr est tué à cause d'une ruse du dieu Loki. Il git donc dans le monde des morts, Hel, au grand désarroi des autres dieux Ases. Hermód est choisi pour chevaucher à Hel et demander à la déesse gardienne du monde des morts, également appelée Hel, de leur rendre le défunt Balder. Hel accepte, à la seule condition que toutes choses au monde le pleurent. Ainsi, les dieux envoient des messagers dans le monde entier pour dire à toutes choses de pleurer Balder afin de le libérer, et tous le pleurent car c'est un dieu aimé de tous. Seulement un être refuse de pleurer, une géante vivant dans une grotte, Thökk. Les messagers la prient en vain de pleurer.
À la fin du chapitre 49 du Gylfaginning, on peut lire ceci :
Alors que les messagers revenaient après avoir bien accompli leur mission, ils trouvèrent dans une grotte une géante qui déclara s'appeler Thokk. Ils la prièrent de pleurer Baldr afin de le faire sortir de Hel, mais elle déclara :
Thokk versera
Des larmes sèches
Sur les funérailles de Baldr
Ni vif ni mort, du fils du vieux
Je n'eus à me réjouir.
Que Hel garde ce qu'elle a !
On devine que c'était Loki, fils de Laufey, lui qui causa le plus de mal aux Ases.
Cette strophe en vers est d'origine inconnue. Elle a soit été composée par Snorri Sturluson lors de sa rédaction de l'Edda en Prose, soit il l'a reprise d'un poème plus ancien aujourd'hui disparu, comme c'est le cas de la plupart des passages en vers de l'Edda.
Au chapitre 50 qui suit on peut lire : 
Gangleri déclara alors : "Loki accompli quelque chose de très grave quand il fit en sorte, d'abord, que Baldr fût tué, et, ensuite, qu'il ne fût pas racheté de Hel. Reçut-il quelque châtiment pour cela ?"
Le reste du chapitre est le récit de la capture et du supplice de Loki, mais nulle part ailleurs dans les récits mythologiques qui nous sont parvenus "Thökk" n'est mentionné, mis à part un dessin accompagné de ce nom dans le AM 738 4to, un manuscrit islandais datant de la fin du XVIIe siècle.